# みな殺しの霊歌
『みな殺しの霊歌』（みなごろしのれいか）は、1968年（昭和43年）4月13日公開の日本映画である。加藤泰監督、松竹（大船撮影所）製作・配給。白黒映画、シネマスコープ、7巻 / 2,477メートル（1時間31分）。

## 概要
加藤泰監督による犯罪映画。長年、東映で時代劇や任侠映画を手掛けてきた加藤泰が、安藤昇主演『男の顔は履歴書』（1966年）に続いて松竹大船撮影所で製作した2本目の松竹映画である（両作品の間に独立系のゴールデン・プロで製作され松竹が配給した『阿片台地 地獄部隊突撃せよ』（1966年）を加えれば3本目）。
逃亡中の殺人犯が、唯一心を通わせた少年を輪姦して自死に追いやった5人の女に復讐をする物語である。オリジナル・ストーリーだが、キネマ旬報社・刊『世界の映画作家』第14巻所収の水野和夫（水野晴郎）によるインタビューにおいて、加藤泰は、本作品が「野村芳太郎監督による『五瓣の椿』のヒットに気を良くした松竹から、『五瓣の椿』の現代版をやってくれと依頼を受けた」企画であると証言している。『五瓣の椿』の復讐する側と復讐される側の性別を逆転させたストーリーは、加藤によれば「一つまちがえば大変な映画になってしまう（中略）危険なもの」を持った素材であり、完成した映画自体も女性による未成年男性のレイプや同性愛、差別問題などさまざまなきわどい要素が散りばめられていることが認められる。しかし、加藤はその要素を抹消するのではなく、逆にうまく映画に溶け込ませようと試みた。構成というポジションで山田洋次に共作を依頼したのもその試みを実現するためだったという。加藤は、山田を起用したことについて「まったく異質なものをもった山田さんだからブレーキをかけないと思ったんです（このジャンルを知りつくした脚本家の場合、きわどい要素に恐れをなして逆にその要素を積極的に排除するだろうという意味と思われる）。ひょっとしたらふくらましてくれるようなブレーキ、それをきっと山田さんならかけてくれるのではないか」という期待があったと語っている。ちなみに加藤と山田の共同作業は山田監督作品『馬鹿まるだし』（1964年）が最初だが、山田は助監督時代に加藤の『源氏九郎颯爽記 白狐二刀流』（1958年）を観て感激し、加藤にファンレターを出している。山田の回想によれば、それを機に加藤との文通が始まり、それは『馬鹿まるだし』の頃まで続いたという。
撮影の丸山恵司は本作品で初めて加藤泰組に参加し、以後、加藤の遺作となる『ざ・鬼太鼓座』まで、加藤の松竹作品を中心に撮影を担当した。本作品では、加藤作品のトレードマークである極端なローアングルに加え、加藤の要望に応えてパン・フォーカスを多用している。本作品で脚本を執筆し助監督もつとめた三村晴彦は、丸山恵司がもともと小津安二郎作品の撮影助手だったことを知った加藤が小津への尊敬の念を告白し、撮影終了後には共に連れだって、北鎌倉の円覚寺にある小津の墓に墓参したことを回想している。丸山は一方で、瀬川昌治の松竹時代の監督作品を支えたカメラマンでもある。

## あらすじ
東京。あるマンションの一室で高級クラブのマダム・孝子が凄まじい暴行を受けた末にメッタ刺しにされて殺される事件が発生する。その葬式に現れた孝子の友人とおぼしき4人の女たちは、大会社の重役夫人やテレビでも名の知られた人気評論家、銀座の高級麻雀店の支配人など、いずれもセレブリティに属していたが、孝子が死の直前に犯人に強要されて書いたと思われるメモに、自分たちの名前と住所が書かれていることで警察に疑われる。彼女たちは孝子が殺された原因が、自分たちが関係したある事件にあるのではないかと疑心暗鬼になる。
その少し前、逃亡中の殺人犯・川島は都内の工事現場に潜伏して時効成立まであと1年間何とか逃げ延びようとしていたが、工事現場の前を通り過ぎるクリーニング店の店員をしている少年・清の明るさや純粋さに、つい心を許してしまった。しかし、その清はある日、5人の有閑マダムが開いていたピンク映画の秘密上映会の現場に遭遇してしまい、欲情した5人の女たちにレイプされ、その直後にマンションの屋上から飛び降り自殺してしまう。荒んだ逃亡生活の中で唯一出会った純粋さを持った清を死に追いやった怒りと、その清の純粋さを守り切れなかった自分に対する怒りが、川島の復讐心に火をつける。川島は最初の標的である孝子をマンションで殺した後も、生き残りの女たちを次々と誘惑するふりをして拉致監禁し、惨殺していくのだった。
川島と殺された女たちに直接の接点がないことから、警察も犯人を絞り切れず、捜査は難航する。しかし、行きつけの食堂で働く春子から、彼女が乱暴者の兄を殺して執行猶予中の身であることを告白された川島の心が人間らしさを取り戻したことから、彼の心に油断が生じる。少年の住んでいたクリーニング店を訪れた川島は、そのことによってとうとう警察に正体を突き止められ、追い詰められていくのだった。

## スタッフ
- 監督： 加藤泰
- 製作： 沢村国男
- 原案： 広見ただし
- 構成： 山田洋次、加藤泰
- 脚本： 三村晴彦
- 撮影： 丸山恵司
- 美術： 森田郷平
- 照明： 津吹正
- 音楽： 鏑木創
- 録音： 中村寛
- 監督助手： 白木慶二、三村晴彦（ノンクレジット）
- 編集： 大沢しづ
- 製作主任： 内藤誠

## 出演
- 川島正： 佐藤允（東宝）
- 春子（食堂「万福」の店員）： 倍賞千恵子
- 橋本圭子： 中原早苗
- 安田孝子（ホステス）： 應蘭芳
- 王操（高級麻雀店の支配人）： 沢淑子
- 毛利美佐（デザイナー）： 菅井きん
- 富永京子： 河村有紀
- 笠原本部長： 松村達雄
- 食堂「万福」の主人: 明石潮
- マンションの管理人： 渡辺篤
- 亀岡巡査： 大泉滉
- 清の父： 吉田義夫
- 桜田： 石井均
- 桜田の上司・鈴木： 須賀不二男
- 橋本圭子の夫：高野真二
- 刑事：諸角啓二郎・穂高稔
- クリーニング店の主人： 太宰久雄
- その妻： 石井富子
- 銀座の二流バーのマダム： 角梨枝子